# Sangolquí
Sangolquí est une ville équatorienne située dans la province de Pichincha, capitale du canton de Rumiñahui. Elle fait partie du Secteur Métropolitain de Quito.

## Climat
La vallée dans laquelle se trouve Sangolquí est à caractère subtropical, la température y est très agréable tout au long de toute l'année, oscillant entre les 10 et 29 °C.

## Population
La majorité des habitants appartient aux classes populaires, avec une importante composante métisse et indienne.
La ville est un lieu de départ pour des excursions touristiques vers les volcans de la région.